# Marquesado de Santa Ana
El marquesado de Santa Ana es un título nobiliario español creado por Real Decreto el 14 de octubre de 1889 y Real Despacho del 7 de abril de 1892 por el rey Alfonso XIII a favor de Manuel María de Santa Ana y Rodríguez-Camaleño Matos.

## Marqueses de Santa Ana
|                           | Titular                                        | Periodo                   |
| Creación por Alfonso XIII | Creación por Alfonso XIII                      | Creación por Alfonso XIII |
| ------------------------- | ---------------------------------------------- | ------------------------- |
| I                         | Manuel María de Santa Ana y Rodríguez-Camaleño | 1892-1894                 |
| II                        | Florentina de Santa Ana y Vergara              | 1895-1953                 |
| III                       | Luis Puig-Mauri y Santa Ana                    | 1953-1958                 |
| IV                        | Fernando Puig-Mauri y Santa Ana                | 1960-                     |
| V                         | Florentina Serrán Puig-Mauri                   | 1973-                     |
| VI                        | María Florentina Manzanera Serrán              | 2008-2020                 |
| VII                       | María Esther Fernández Manzanera               | 2021-actual titular       |

## Historia de los marqueses de Santa Ana
- Manuel María de Santa Ana y Rodríguez-Camaleño (Sevilla, 7 de febrero de 1820-Madrid, 11 de octubre de 1894), I marqués de Santa Ana,[2] periodista y senador del reino.[1][3]

Se casó con Florentina Rodríguez Camaleño. Le sucedió, de su hijo Luis de Santa Ana y Rodríguez Camaleño que casó con Micaela Vergara y Marqués, la hija de ambos, por tanto su nieta:
- Florentina de Santa Ana y Vergara (m. Madrid, 7 de noviembre de 1953), II marquesa de Santa Ana.[1]

Se casó con Fernando Puig y Mauri (Barcelona, 16 de enero de 1871-Madrid, 19 de abril de 1921), político y periodista. Hijos: Florentina, Luis, Fernando, María y Esperanza.
Le sucedió su hijo:
- Luis Puig-Mauri y Santa Ana (m. 19 de diciembre de 1958), III marqués de Santa Ana.[1]

Se casó con Blanca Olanda y Spencer. Sin descendientes. Le sucedió su hermano:
- Fernando Puig-Mauri y Santa Ana (m. 1973), IV marqués de Santa Ana.[1]

Se casó con Isabel Borrás Pujol. Sin descendientes. Le sucedió su sobrina:
- Florentina Serrán Puig-Mauri, V marquesa de Santa Ana.[5]

Se casó con José Luis Manzanera Rodríguez. Le sucedió su hija:
- María Florentina Manzanera Serrán, VI marquesa de Santa Ana.[6] Le sucedió su hija.

- María Esther Fernández Manzanera, VII marquesa de Santa Ana.[7]